# Nerita
Nerita  é um gênero de moluscos gastrópodes marinhos, litorâneos, gregários e herbívoros, pertencente à família Neritidae da subclasse Neritimorpha. Foi classificado por Carolus Linnaeus, em 1758, ao descrever a sua espécie, Nerita peloronta, em seu Systema Naturae. Sua distribuição geográfica abrange principalmente os oceanos tropicais da Terra, na zona entremarés de costões ou próximas a ambientes de água salobra, como mangues, onde se fixam nas árvores.

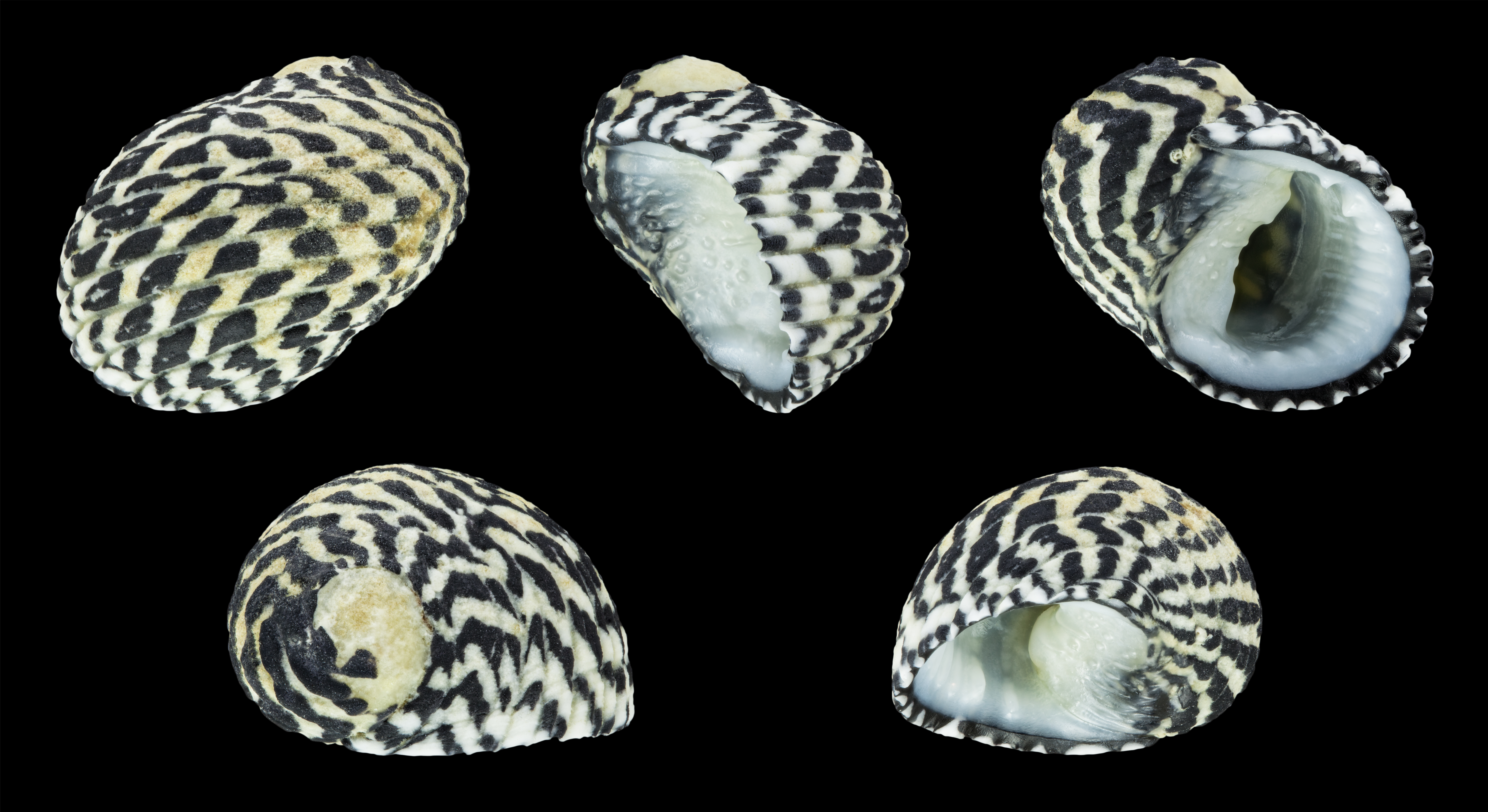
Cinco vistas da concha de Nerita tessellata Gmelin, 1791[1], da zona entremarés da Flórida à região nordeste do Brasil[4]; espécime de Guadalupe.

## Descrição
Este gênero apresenta conchas globosas e sem umbílico, com espiral baixa e frequentemente com um relevo de cordas ou estrias espirais sobre sua superfície (raramente lisas). Seu lábio externo é circular, engrossado, e seu lábio interno é plano, podendo apresentar dentículos mais ou menos desenvolvidos em sua borda e dando à sua abertura um aspecto de meia-lua. Opérculo de substância calcária, com uma projeção que se insere nos músculos do animal.

Cinco vistas da concha de Nerita antiquata Récluz, 1841[1], da zona entremarés ao norte da Austrália[2]; espécime das Filipinas. Já foi classificada como subespécie de Nerita polita Linnaeus, 1758.[1][2]

## Espécies deNerita
Nerita adenensis Mienis, 1978
Nerita albicilla Linnaeus, 1758
Nerita alveolus Hombron & Jacquinot, 1848
Nerita antiquata Récluz, 1841
Nerita argus Récluz, 1841
Nerita ascensionis Gmelin, 1791
Nerita aterrima Gmelin, 1791
Nerita atramentosa Reeve, 1855
Nerita balteata Reeve, 1855
Nerita chamaeleon Linnaeus, 1758
Nerita chlorostoma Lamarck, 1816
Nerita costata Gmelin, 1791
Nerita costulata von dem Busch, 1844
Nerita craigi Symonds, Gain & Belliard, 2017 †
Nerita crassa Gould, 1852
Nerita dombeyi Récluz, 1841
Nerita eichhorsti Krijnen, Gras & Vink, 2018
Nerita erythrostoma Eichhorst & Neville, 2004
Nerita essingtoni Récluz, 1842
Nerita exuvia Linnaeus, 1758
Nerita filosa Reeve, 1855
Nerita fragum Reeve, 1855
Nerita fulgurans Gmelin, 1791
Nerita fuliginata Reeve, 1855
Nerita funiculata Menke, 1851
Nerita grasi Eichhorst, 2016
Nerita grisea Reeve, 1855
Nerita grossa Linnaeus, 1758
Nerita guamensis Quoy & Gaimard, 1834
Nerita helicinoides Reeve, 1855
Nerita histrio Linnaeus, 1758
Nerita incerta von dem Busch, 1844
Nerita incurva Martens, 1887
Nerita insculpta Récluz, 1841
Nerita japonica Dunker, 1860
Nerita lirellata Rehder, 1980
Nerita litterata Gmelin, 1791
Nerita longii Récluz, 1842
Nerita luteonigra Dekker, 2000
Nerita magdalenae Gmelin, 1791
Nerita maura Récluz, 1842
Nerita maxima Gmelin, 1791
Nerita melanotragus E. A. Smith, 1884
Nerita minor Sandberger, 1861 †
Nerita morio (G. B. Sowerby I, 1833)
Nerita neritopsoides Reeve, 1855
Nerita nigerrima Dillwyn, 1817
Nerita nigrita Röding, 1798
Nerita novaeguineae Lesson, 1831
Nerita ocellata Le Guillou, 1841
Nerita olivaria Le Guillou, 1841
Nerita orbignyana Récluz, 1841
Nerita oryzarum Récluz, 1841
Nerita patula Récluz, 1841
Nerita peloronta Linnaeus, 1758 - Espécie-tipo
Nerita picea Récluz, 1841
Nerita planospira Anton, 1838
Nerita plicata Linnaeus, 1758
Nerita polita Linnaeus, 1758
Nerita quadricolor Gmelin, 1791
Nerita sanguinolenta Menke, 1829
Nerita scabricosta Lamarck, 1822
Nerita semirugosa Récluz, 1841
Nerita senegalensis Gmelin, 1791
Nerita signata Lamarck, 1822
Nerita striata Burrow, 1815
Nerita symondsi Pacaud, 2017 †
Nerita tessellata Gmelin, 1791
Nerita textilis Gmelin, 1791
Nerita trifasciata Le Guillou, 1841
Nerita umlaasiana Krauss, 1848
Nerita undata Linnaeus, 1758
Nerita undulata Gmelin, 1791
Nerita versicolor Gmelin, 1791
Nerita vexillum Reeve, 1855
Nerita vitiensis Hombron & Jacquinot, 1848
Nerita winteri Philippi, 1844
Nerita yoldii Récluz, 1841